# Ірванець Олександр Васильович
Олекса́ндр Васи́льович Ірване́ць (нар. 24 січня 1961, Львів) — український поет, прозаїк, драматург і перекладач.

## Життєпис

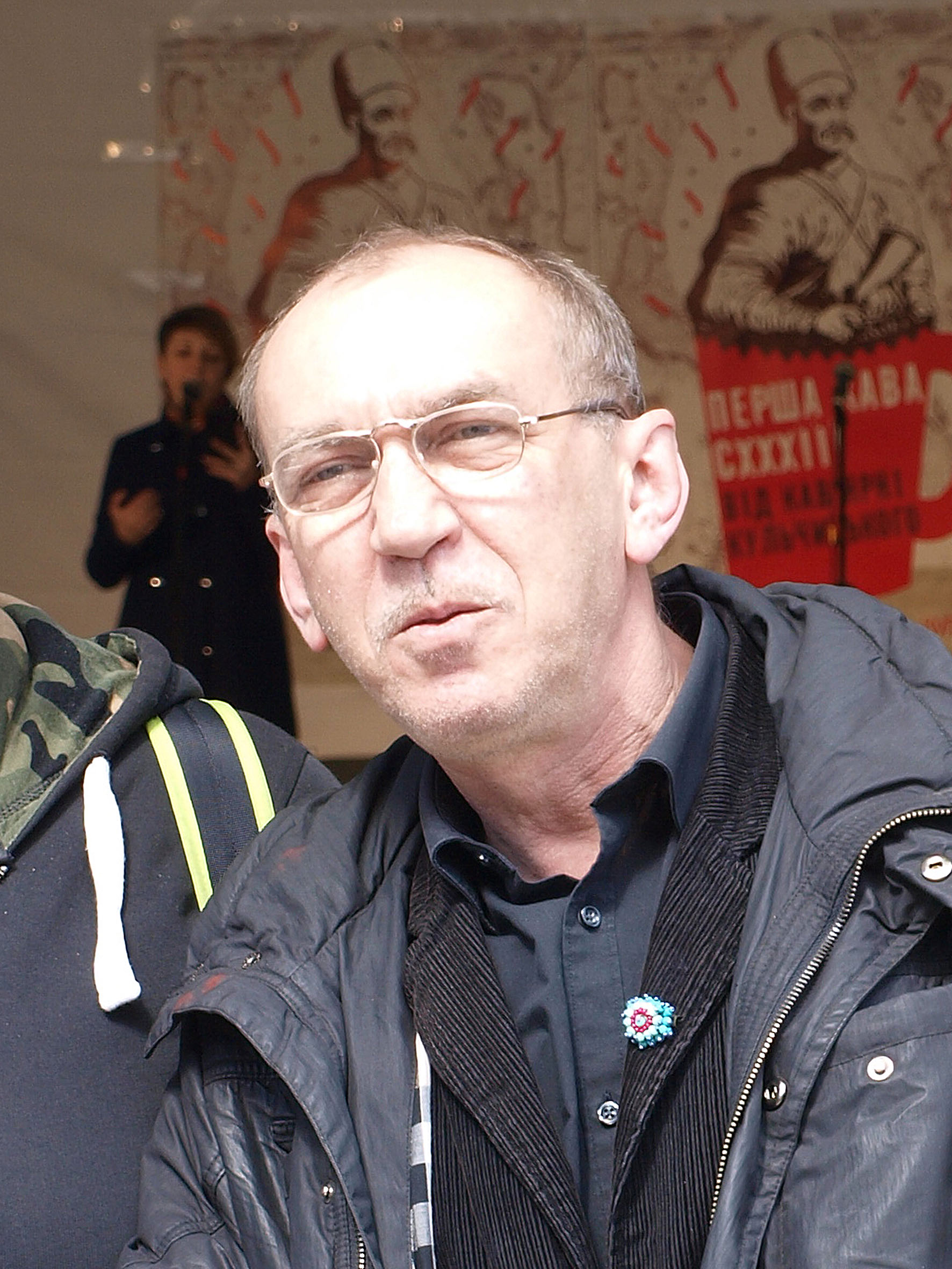
Олександр Ірванець на «Книжковому Арсеналі» (Київ, 2016)

Народився 24 січня 1961 року у Львові. Виростав у Рівному. Закінчив 8 класів Рівненської СШ № 18 (1976), Дубенське педагогічне училище (1980) та Літературний інститут імені Горького (Москва, 1989). Після випуску з педагогічного училища кілька років вчителював (1980-ті роки).
Твори перекладалися англійською, німецькою, французькою, шведською, польською, чеською, білоруською, російською, італійською, хорватською мовами. Наприклад, роман «Рівне/Ровно» у 2006 році було перекладено польською мовою і на сьогоднішній день вже двічі видано в Польщі видавництвом «Prószyński i S-ka».
17 квітня 1985 разом із Юрієм Андруховичем та Віктором Небораком заснував літературне угруповання Бу-Ба-Бу. Кожен з авторів отримав власне прізвисько. Ірванця через любов до нумізматики називали Підскарбієм Бу-Ба-Бу.
З 1993 року постійно мешкає в Ірпені під Києвом.
З початку 2000-х працює в драматургії та прозі. Автор понад двох десятків книг та численних публікацій у часописах і альманахах Європи й Америки. П'єси Олександра Ірванця були поставлені в різних країнах, зокрема в Німеччині, Україні та Польщі.
Відомий Facebook-блогер.
Є членом білоруського ПЕН-клубу, Українського ПЕН, героєм пісні гурту ВІА «ОВВА».
Був одружений з художницею Оксаною Цюпою (до лютого 2023).

## Творчість

### Книги
- «Вогнище на дощі» (Львів: Каменяр, 1986)
- «Тінь великого класика» (Київ: Молодь, 1991)
- «Рівне/Ровно (Стіна)» (2001; Львів: Кальварія, 2002)
  - перевидання (Київ: Факт, 2006)
  - перевидання (Харків: Фоліо, 2010)
  - п'яте в Україні перевидання (Луцьк, Твердиня, 2023)
- «Вірші останнього десятиліття» (Львів: Кальварія, 2001)
- «П'ять п'єс» (Київ: Смолоскип, 2002)
- «Очамимря: Повість та оповідання» (Київ: Факт, 2003)
- «Любіть!..» (Київ: Критика, 2004)
- «Лускунчик-2004» (Київ: Факт, 2005)
- «Преамбули і тексти. Збірка поезій» (Київ: Факт, 2005)
- «Хвороба Лібенкрафта», роман (Харків: Фоліо, 2010)
- «Мій хрест» (Харків: Фоліо, 2010; серія «Графіті», післямова Сергія Жадана)
- «Сатирикон-ХХІ» (Харків: Фоліо, 2011)
- «П'яте перо» Вибрана есеїстика (Луцьк: Твердиня, 2011)
- «Пісні війни»: вірші останніх років (Київ: Дух і літера, 2014)
- «Харків 1938» (Київ: Laurus, 2017)
- Друге видання збірки поезій «Санітарочка Рая» — АБАБАГАЛАМАГА — 2023
- «Ізмарагд княгині Несвіцької», повість та оповідання. Видавництво «Віват» — 2024

### «Сатирикон ХХІ» (2011)
Після видання «Сатирикон — ХХІ» (2011) здійснив всеукраїнський тур із презентацією книги, і протягом 24 березня — 19 квітня 2011 року представляв видання в Житомирі (Житомирська обласна універсальна наукова бібліотека ім. Олега Ольжича), Вінниці (книгарня «Є»), Луцьку (бібліотека Волинського національного університету ім. Лесі Українки), Тернополі (книгарня «Ярослав Мудрий» та арт-кафе «Коза»), Луганську (Луганський національний університет імені Тараса Шевченка, бібліотека Українсько-канадського центру «Відродження»), Дніпропетровську (Національний гірничий університет України, дніпропетровський музей «Літературне Придніпров'я»), Харкові (книгарня «Університетський будинок книги», Книгарня «Є»), Львові (магазин «Книги Фоліо», Книгарня «Є»), Рівному (Рівненська обласна універсальна наукова бібліотека), Києві (Інститут журналістики, Київський національний університет ім. Т. Г. Шевченка, Книгарня «Є»).
Книгу видано до 50-річного ювілею письменника та 30-річчя його творчої діяльності видавництвом «Фоліо», яке й організувало тур на підтримку цього видання. Книга «Сатирикон-XXI» містить основний масив доробків письменника, як прозових, так і поетичних. Окрім творів, виданих раніше (романів, оповідань та віршів автора), до цієї книжки увійшли нові твори. Серед нових доробків, зокрема, у «Сатириконі» представлені поема «Білорусь» та оповідання «Play the game».

### Книги у перекладах
- Ołeksandr Irwaneć «Recording i inne utwory» (Kraków: Księgarnia Akademicka, 2001)
- Ołeksandr Irwaneć «Riwne / Rowno» (Warszawa: Prószyński i S-ka, 2006; 2007)
- Аляксандар Ірванец «Роўна/Ровно». Выбраныя творы. Пераклад з украінскай Уладзімера Арлова. (Мінск, Выдавец Зьміцер Колас, 2007)
- Oleksandr Irvaneć «Pet kazalisnih komada». S ukrainskog izvornika preveo Aleksa Pavlesin (Zagreb, rujan 2010)
- Oleksander Irvanec «NEPRIČAKOVANI VERZI». Prevedel Borut Kraševec (Ljubljana, Študentska založba, 2012)
- Ołeksandr Irwaneć «Choroba Libenkrafta» (Wroclaw, Biuro literackie, 2013)
- Перевидання роману «Харків-1938». Warsztaty Kultury / Lublin 1924, Видавнича серія Wschodni Ekspres. Переклав польською Андрій Савенець[12]
- Збірка віршів «Ваня з Рязані» — Wania z Riazania, серія «Перед лицем війни» — W obliczu wojny, видавництво Pogranicze-Sejny 2022. Переклав польською Єжи Чех[13]

### Переклади
Перекладає з білоруської, польської, російської, французької та чеської мов.
З російської:
- Григорій Остер «Шкідливі поради» (Київ: Видавництво «Школа», 2002)
- Григорій Остер «Задачник з математики» (Київ: Видавництво «Школа», 2002)
- Олег Грігор'єв «Ґави і роззяви» (Київ: Грані-Т, 2008)

З білоруської:
- Васіль Бикав «Ходільці: оповідання» (Київ: Факт, 2005)
- Уладзімір Арлов «Реквієм для бензопилки» (Київ: Факт, 2005)
- Уладзімір Арлов «Краєвид з ментоловим ароматом» (Львів: Видавництво Старого Лева, 2021)

З польської:
- Януш Корчак «На самоті з Богом. Молитви тих, котрі не моляться» (Київ: Дух і літера, 2003)
- Януш Ґловацький «Четверта сестра» (2007)
- Януш Ґловацький «Антигона в Нью-Йорку» (2008)
- Януш Ґловацький «З голови» (Львів: «Астролябія», 2009)

З французької:
- Ів Бруссар

## Нагороди
- лавреат премії Фонду Гелен Щербань-Лапіка (США, 1995)
- стипендіат Академії Шльосс Солітюд (Німеччина, 1995)
- стипендіат Вілли «Вальдберта» (Баварія, Німеччина, 2001)
- стипендіат Фундації «КультурКонтакт» (Австрія, Відень, 2002)
- член журі театрального фестивалю «Боннер Бієнналє» (з 2000)
- стипендіат Фулбрайтівської програми (2005—2006)
- стипендіат Літературного Колоквіуму міста Берліна (2009)
- фіналіст літературної нагороди Angelus (2007)[14]
- стипендіат Gaude Polonia, Міністерства Культури Польщі, (Варшава, лютий—червень 2008)
- лавреат міської премії імені Уласа Самчука в галузі літератури (Рівне)[15]
- стипендіат у Німеччині Wissenschaftskolleg, травень-серпень 2022[16]
- стипендіат Фундації Фольксваген, вересень 2022 — липень 2023
- стипендіат Фундації «Вілла Конкордія», Бамберг, Баварія, жовтень 2023 — березень 2024
- стипендіат резиденція «Красногруда», Польща, фундація «Sejny», квітень—травень 2024